# Mediální formát
Mediální formát se týká souboru nepsaných pravidel a norem určujících, jak má být obsah zpracován a prezentován tak, aby co nejlépe využil charakteristiky daného média a vyhovoval potřebám mediální organizace. S pojmem přišli mediální teoretici Altheide a Snow v roce 1979.

## Definice
Formáty jsou jakési šablony pro práci se specifickými tématy v mezích novinářského žánru, jde o jakýsi jednotný tvar pro tvorbu zpráv. Například jde o to, jak bude vypadat mediální formát zpravodajské televizní relace: uspořádání studia, znělka, předěly, záběry z událostí, posloupnost zpráv apod. Prostřednictvím mediálního formátu je příjemci mediálního sdělení předkládáno, jak má sdělení interpretovat. Díky tomu se příjemce přizpůsobuje mediální logice podavatele (je zvyklý, že na konci jsou zábavné zprávy).
Mediální teoretik Peter Dahlgren vidí mediální formáty jako produkci mediální logiky, pozorovatelné na výsledné podobě předpokládaných komunikátů.
S pojmem mediální formát se úzce pojí mediální logika.